# شهاب زاهدي
شهاب زاهدي (مواليد 18 يونيو 1995) هو لاعب كرة قدم إيراني يلعب في مركز الجناح في نادي أولومبيك دونيتسك.

## روابط خارجية
- شهاب زاهدي على موقع الاتحاد الأوربي (الإنجليزية)
- شهاب زاهدي على موقع اتحاد أوكرانيا (الإنجليزية)
- شهاب زاهدي على موقع رابطة كرة القدم اليابانية للمحترفين (اليابانية)
- شهاب زاهدي على موقع إي إس بي إن إف سي (الإنجليزية)
- شهاب زاهدي على موقع قاعدة بيانات كرة القدم.إي يو (الإنجليزية)
- شهاب زاهدي على موقع ناشيونال فوتبول تيمز (الإنجليزية)
- شهاب زاهدي على موقع Soccerbase.com (لاعب) (الإنجليزية)
- شهاب زاهدي على موقع Soccerway.com (الإنجليزية)
- شهاب زاهدي على موقع عالم كرة القدم.نت (الإنجليزية)